# Thung lũng Carbajal
Thung lũng Carbajal (tiếng Tây Ban Nha: Valle Carbajal) là một thung lũng ở Fuegian Andes thuộc miền nam tỉnh Tierra del Fuego, Argentina. Thung lũng Carbajal dài khoảng 20 km (12 mi), chạy từ tây sang đông, giữa dãy núi Alvear ở phía bắc và dãy Vinciguerra ở phía nam.  Độ cao cực đại của Andes trong khu vực thường thấp hơn 1.250 mét (4.100 ft) so với mực nước biển. 
Tuyến quốc lộ Argentina 3 chạy theo đường chéo qua Ushuaia (SW-NE) dọc theo Río Olivia qua căn cứ phía tây của Núi Olivia và xung quanh căn cứ phía tây bắc và phía bắc của Monte Cinco Hermanos.